# テメレール級戦列艦
テメレール級戦列艦（テメレールきゅうせんれつかん、仏: vaisseaux de ligne de la classe Téméraire）は、フランス海軍の74門戦列艦の艦級。部品や装備を流用可能にするため同一の設計図を基に建造された最初の艦艇群の一つである。
1782年から1813年の期間に120隻以上が建造され、今日に至るまで主力艦として建造された艦級の同型艦数としては最多のものである。
その設計はイギリスでも高く評価され、捕獲された艦は可能な限り再就役させられ、その設計を模した戦列艦（ポンペイ級）も建造された。

## 前史
18世紀前半、フランス海軍では「ブルボン」をはじめとする新型戦列艦の建造を進めていた。多くの船が建造されたが、それらには寸法や備砲の構成に多少の差異があった。当初は36ポンド砲26門、18ポンド砲28門、8ポンド砲16門、4ポンド砲4門という構成が主流だったが、1739年建造の「テリブル」以降、36ポンド砲28門、18ポンド砲30門、8ポンド砲16門という構成が主流となった。
スペインでも、この規格を採用した5隻の戦列艦が1760年代にサンタンデールで建造された。
特に七年戦争で多くのフランス製74門艦を鹵獲し、それを使用したイギリス海軍は自らも同型の船の建造に着手し、やがて74門艦はヨーロッパ各国の海軍に主力艦として急速に普及した。七年戦争が終わり、多くの艦を失ったフランスでは海軍の再建過程で多くの74門艦が建造されたことで、艦の性能はさらに向上した。

## 開発

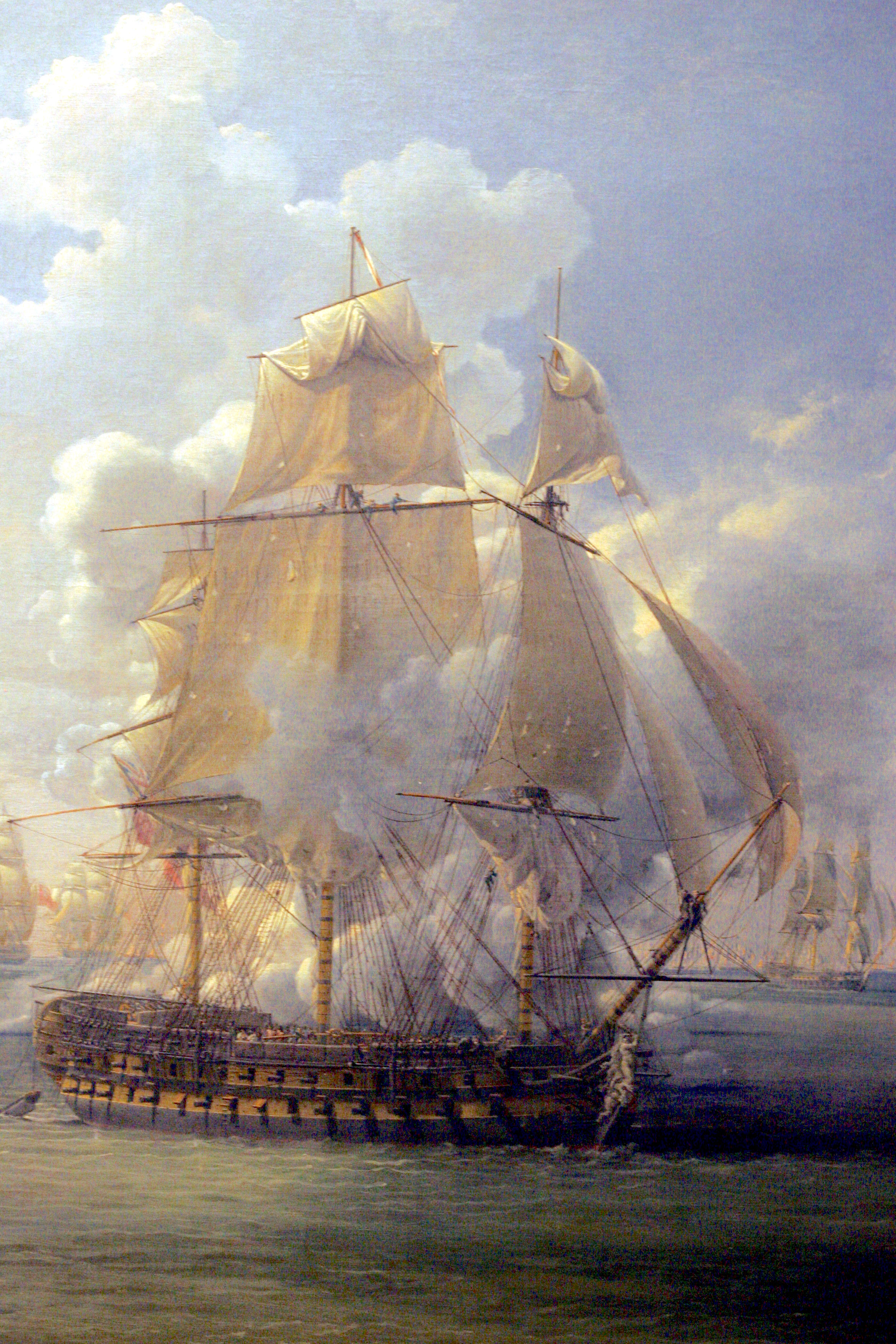
1803年6月28日の海戦での「ハーキュリー」（元「エルキュール」）

ジャン＝シャルル・ド・ボルダが造船技師ジャック＝ノエル・サネーの協力を得て推し進めたフランス海軍再建計画では、1/48の設計図が制作され、それによって船体の構造や部品の統一が図られ、特にマストについては標準化が達成された。
当時、サネーはフリゲート（「シビーレ (Sibylle)」「エベー(Hébé)」「ヴィルジニー (Virginie)」）や従来型の74門艦（大型フリゲートに近い）における設計の優秀さで既に知られた存在だったが、1782年に「テメレール (Téméraire)」と名付けた新型74門艦の建造計画を発表した。この計画は造船における技術革新の見本となることが期待された。
「テメレール」は全長55mと同時代の74門艦と比べると大型だが、フリゲートに近い機動性と速度を備えており、また火力や砲の構成でも様々な改良が加えられていた。
特に画期的だったのは同一の設計を採用することで工期やコストを大幅に削減させたことにある。また同一設計の採用は船体の建造工程において著しい生産性の向上も実現させた。同一の部品を使用することで、部品さえあれば国内の全ての造船所において整備や定期修理が可能となった。
同型の船の採用は士官や水兵の乗り替わりを容易にし、彼らの均質化をもたらした。海上での連携のとれた艦隊行動や予備役となった艦の復帰も容易になった。
1783年、1番艦「テメレール」はブレストで進水した。

## 運用史
高速で機動性に優れ、敵の大型艦に十分対抗できる堪航性と戦闘力を持つ74門艦は、18世紀末のヨーロッパ各国の海軍において、主力艦として急速に普及していた。
テメレール級もフランス革命戦争からナポレオン戦争を通してフランス海軍の主力となり、海戦では後に建造された高速艦のトナン級（80門）や大火力のオセアン級（118門）とともに敵艦隊を圧倒することが期待されていた。
しかし、実際の戦闘ではフランス艦隊はイギリス艦隊を相手に連敗を続けた。その原因は、兵器の性能差ではなく、革命政府や帝政の下で戦争が続いたために兵員の補充が進まず、海上での経験や技量の面で大きな差があったことが原因である。また船内の劣悪な衛生環境や食糧事情から、イギリスでは1795年に予防法が確立されていた壊血病に苦しめられる兵員も多かった。

Michèle Battestiは当時のフランス海軍の惨状をこう書いている。
結果として多くの船が不慣れな乗組員の手で運用され、ときには出撃した艦隊の４分の１が沈められたこともあった。 一部の例外はあるものの、無能な提督や艦長の主体性のない指揮も敗因とされている。当時のフランス海軍の指揮官は、革命で貴族出身将校の多くがイギリスへ亡命した結果として昇進した者が多く、イギリス海軍の革新的戦術（ホレーショ・ネルソンがアブキール海戦で使った「十字砲火」、トラファルガーの海戦での「ネルソン・タッチ」）やカロネード砲（中距離での命中率は低いが一斉射撃することで敵艦の上部構造を破壊し、装填時間も短い）をはじめとする先進技術に適応できなかった。

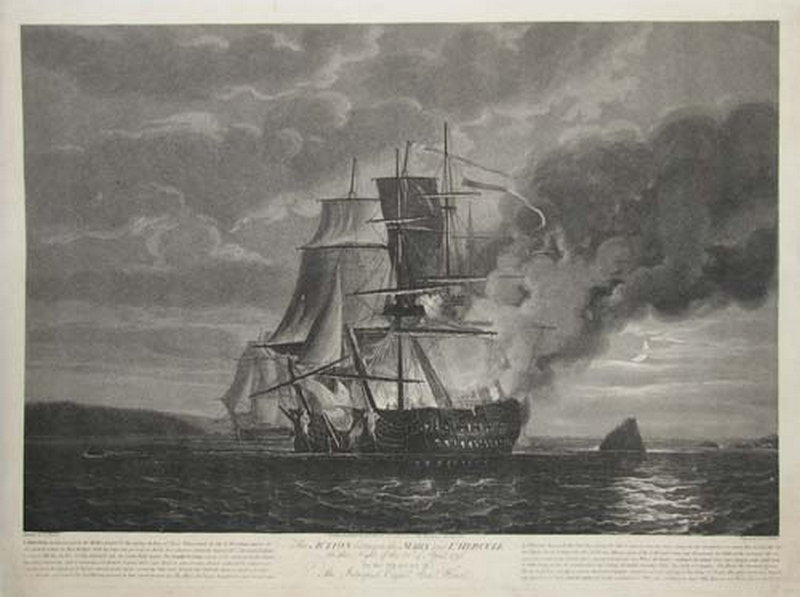
処女航海で英国艦「マーズ」に拿捕される「エルキュール」

しかし、これらの戦闘経験からフランス艦の優秀さを認めていたネルソンは「世界最高の海軍とは、イギリス人水兵の乗り組んだフランス製の艦で構成された海軍である」と発言したとされる。
実際に、イギリス海軍では無傷に近い状態で鹵獲できた敵艦を整備して自軍の戦力とする例は多かった。イギリス側に鹵獲されたテメレール級の多くが、イギリス海軍で使用されている。例としてアブキール湾から生還し、1800年のマルタ護送船団の海戦でイギリスに捕獲された「ジェネルー(Généreux / HMS Genereux)」、処女航海初日の1798年4月21日にラ・ド・サン海峡で英国戦列艦「マーズ (HMS Mars)」に拿捕された「エルキュール(Hercule)」がある。

## 艦型

### 外形寸法
船体は全長172フィート (55.87 m)、 全幅44フィート6インチ (14.90 m)、吃水は船体中央部で22フィート (7.26 m) 。排水量は2,900 トン。

### 帆走機構
3本マストの全装帆船で各檣には3段の横帆を備え、風の条件が良いときにはさらに3枚のステイセイル（ジブ）とバウスプリットセイルを張ることができた。すべの帆の面積の合計は2,485 m2である。

### 乗組員
1786年1月1日時点の記録によると、戦時の乗員数は705名（平時は495名）と規定されており、その内訳は士官12名、士官見習7名、下士官55名、砲手（兼海兵）42名、航海士6名、船員404名、水兵（海兵や戦列歩兵）、船員見習50名、専門職（船医、調理師、等）16名、士官の従者13名、であった。
第一共和政から第一帝政期には規定が改められ、士官が13名（艦長、副長、海尉4名、少尉7名）に増員され、戦時の乗員数は706名（平時562名）となった。

### 武装
テメレール級は2段の砲列甲板を持ち、下方の甲板には36ポンド砲が両舷に14門ずつ装備されていた。この砲は全長3.274m、重量3,520kgで900kgの砲車に載せられていた。1門の砲を操作するのに15人の人員が必要だった。砲弾の重量は17.62kgで装填には約8分を要し、最大射程は3,700mだった。
上方の甲板には18ポンド砲が両舷に15門ずつ装備されていた。2つの砲列甲板の高さは1.75mで、士官の個室のある最後部を除く船体の多くを占めていた。
船尾楼甲板には8ポンド砲16門が配置されていた。その後、砲はカロネード砲へと徐々に更新され、砲の配置も何度か変更された。1788年には4門の36ポンド砲が追加された。
帝政期以降、残存していたテメレール級は武装の更新が行われ、船尾楼の14門の8ポンド砲が12門のカロネード砲と2門の12ポンド砲に置き換えられ、上部甲板の18ポンド砲が36ポンド砲に変更された。しかし、これらの数字は艦に搭載できた砲の最大値であり、実戦では砲や砲手の不足により、これより低い数値で運用されていた。

## 同型艦

### テメレール級
造船所：(B) ブレスト、(L) ロリアン、(R) ロシュフォール、(T) トゥーロン
| テメレール級（18隻）                           | テメレール級（18隻） | テメレール級（18隻） | テメレール級（18隻） | テメレール級（18隻） |
| 艦名                                           | 造船所               | 進水                 | 略歴 | 出典                 |
| ---------------------------------------------- | -------------------- | -------------------- | --- | -------------------- |
| テメレール Téméraire                           | B                    | 1782年12月17日       | 1801年11月、退役 1803年、解体 | [ 6 ]                |
| オーダシュー Audacieux                         | L                    | 1784年10月28日       | 1801年11月、退役 1803年、解体 | [ 7 ]                |
| シュペールブ Superbe                           | B                    | 1784年10月28日       | 1795年1月30日、ブレスト沖で沈没 | [ 8 ]                |
| ジェネルー Généreux                            | R                    | 1785年6月21日        | 1793年8月、トゥーロンで英国海軍に拿捕（12月にフランスが奪還） 1802年2月、マルタ島で英国海軍に再度拿捕され、英国艦 (HMS Genereux)として再就役 1816年、解体              | [ 9 ]                |
| コメルス・ド・ボルドー Commerce de Bordeaux    | T                    | 1785年9月15日        | 1794年1月に「ボネ・ルージュ (Bonnet Rouge)」、2月に「ティモレオン（Timoléon）」に改名 1798年8月、ナイルの海戦で戦没                                                    | [ 10 ]               |
| フェルム Ferme                                 | B                    | 1785年9月16日        | 1792年10月に「フォション (Phocion)」と改名する。乗員が反乱を起し脱走 1793年1月、トリニダード島でスペイン軍に降伏し、スペイン艦となる 1808年、ラ・グアイラで解体        | [ 11 ]               |
| フグー Fougueux                                | L                    | 1785年9月19日        | 1805年10月21日、トラファルガーの海戦で英国海軍に拿捕され、10月23日に嵐により沈没                                                                                       | [ 12 ]               |
| パトリヨート Patriote                          | B                    | 1785年10月3日        | 1820年5月に除籍 1821年、ハルク化され監獄として使用 1832年後半、解体 | [ 13 ]               |
| コメルス・ド・マルセイユ Commerce de Marseille | T                    | 1785年10月7日        | 1786年7月「リス (Lys)」と改名 1792年10月「トリコロール (Tricolore)」と改名 1793年8月、トゥーロンで英国海軍に拿捕され12月8日に焼却                                      | [ 14 ]               |
| ボレー Borée                                   | L                    | 1785年11月17日       | 1793年1月、退役 1794年4月にフリゲートに改造され「サ・イラ (Ça Ira)」と改名。6月に「アグリコラ (Agricola)」と改名され再就役 1796年、ハルク化され病院となる 1803年、解体 | [ 15 ]               |
| オリオン Orion                                 | R                    | 1787年4月18日        | 1793年11月に「ミュシウス・スケヴォラ (Mucius Scévola)」、次いで「ミュシウス (Mucius)」と改名 1803年、解体                                                              | [ 16 ]               |
| レオパール Léopard                             | B                    | 1787年6月22日        | 1793年2月17日、カリャリ沖で座礁し焼却処分 | [ 17 ]               |
| アントルプレナン Entreprenant                  | L                    | 1787年10月11日       | 1803年、解体 | [ 18 ]               |
| アンペテュ Impétueux                           | R                    | 1787年10月25日       | 1794年6月1日、プレリアルの海戦で英軍に拿捕 1794年8月24日、ポーツマスで火災により喪失                                                                                   | [ 19 ]               |
| アメリカ America                               | B                    | 1788年5月21日        | 1794年6月1日、プレリアルの海戦で英軍に拿捕。「インペテュー (HMS Impetueux)」と改名され再就役 1813年、解体                                                              | [ 20 ]               |
| アポロン Apollon                               | R                    | 1788年5月21日        | 1794年2月「ガスパラン (Gasparin)」と改名するが、5月に「アポロン」に戻る 1797年12月「マルソー (Marceau)」と改名 1798年、解体                                            | [ 21 ]               |
| デュゲイ＝トルーアン Duguay-Trouin             | B                    | 1788年10月30日       | 1893年12月、トゥーロン攻囲戦で炎上し沈没 | [ 22 ]               |
| アキロン Aquilon                               | R                    | 1789年6月8日         | 1798年、エジプト遠征に参加。ナイルの海戦で英国海軍に拿捕され「アブキール (HMS Aboukir)」と改名され再就役 1802年、プリマスで解体                                        | [ 23 ]               |

### デュケーヌ級
造船所：(B) ブレスト、(L) ロリアン、(R) ロシュフォール、(T) トゥーロン
| デュケーヌ級（40隻）                           | デュケーヌ級（40隻） | デュケーヌ級（40隻） | デュケーヌ級（40隻） | デュケーヌ級（40隻） |
| 艦名                                           | 造船所               | 進水                 | 略歴 | 出典                 |
| ---------------------------------------------- | -------------------- | -------------------- | --- | -------------------- |
| デュケーヌ Duquesne                            | T                    | 1788年9月20日        | 1803年6月24日、英国海軍に拿捕され英国艦 (HMS Duquesne) として再就役 1804年、モラント諸島で座礁 1805年、サルベージされ英国で解体 |                      |
| トゥールヴィル Tourville                       | L                    | 1788年12月16日       | 1841年、ブレストで解体 |                      |
| ジュピテー Jupiter                             | B                    | 1789年11月4日        | 1794年3月「モンタニャール (Montagnard)」と改名 1795年5月18日「デモクラート (Démocrate)」と改名されるが、30日に元の「ジュピテー」に戻る 1797年2月「バタヴ (Batave)」と改名 1807年、ブレストで解体 |                      |
| エオール Éole                                  | L                    | 1789年11月15日       | 1806年、マルティニーク沖で座礁・放棄 1816年、ボルチモアで解体 |                      |
| ヴァンジュール Vengeur                         | B                    | 1789年12月16日       | 1792年12月12日、アジャクシオ沖で座礁し放棄 1793年6月8日、沈没 |                      |
| テゼー Thésée                                  | R                    | 1790年4月14日        | 1793年1月7日「レボリュシオン(Révolution)」と改名1803年2月5日「フィニステール (Finisterre)」と改名 1816年、解体 |                      |
| シピオン Scipion                               | T                    | 1790年7月30日        | 1793年8月、トゥーロンで英国に鹵獲され、英軍指揮下でフランス王党派の艦となる 1793年11月28日、リヴォルノにて焼失 | [ 24 ]               |
| ジャン・バール Jean Bart                       | L                    | 1790年11月7日        | 1809年4月24日、バスク泊地の海戦で座礁 1809年4月26日、英国軍により焼却 | [ 25 ]               |
| シュフラン Suffren                             | B                    | 1791年5月31日        | 1795年5月「ルドゥターブル (Redoutable)」と改名 1805年10月21日、トラファルガーの海戦に参加。ホレーショ・ネルソンを狙撃した弾丸は本艦より放たれた。10月22日、英軍に鹵獲されるが、2日後に沈没 |                      |
| ピュロス Pyrrhus                               | R                    | 1791年8月13日        | 1793年「モンブラン (Mont-Blanc)」に改名 1794年「トレンテ＝エ＝ウン・メイ (Trente-et-un Mai)」に改名 1795年「レピュブリカン (Républicain)」に改名 1796年、艦名を「モンブラン」に戻す 1805年11月4日、オルテガル岬の海戦で拿捕され、英軍で再就役 (HMS Mont Blanc) 1811年、火薬運搬船となる 1819年、売却 | [ 26 ]               |
| テミストクレ Thémistocle                       | B                    | 1791年9月12日        | 1793年12月18日、トゥーロン攻囲戦で英軍によって焼却 | [ 27 ]               |
| トラジャン Trajan                              | L                    | 1792年1月24日        | 1797年「ゴーロワ (Gaulois)」に改名 1805年、解体 |                      |
| ティーグル Tigre                               | B                    | 1793年5月8日         | 1795年6月23日、グロワ島の海戦で英国海軍に拿捕され再就役 (HMS Tigre) 1817年6月、解体 |                      |
| ポンペー Pompée                                | T                    | 1793年5月28日        | 1793年、トゥーロン攻囲戦で英軍に拿捕され再就役 (HMS Pompee)。ポンペイ級を開発の基礎となる 1816年、ポーツマスでハルク化され監獄となる 1817年1月、解体 | [ 28 ]               |
| ティラニサイド Tyrannicide                     | L                    | 1793年6月28日        | 1800年8月「ドゼー (Desaix)」と改名 1802年1月、サン＝ドマング近海で座礁 | [ 29 ]               |
| ネストール Nestor                              | B                    | 1793年7月22日        | 1797年「シザルパン (Cisalpin)」に改名 1803年「アキロン (Aquilon)」に改名 1809年4月12日、バスク泊地の海戦で英軍に鹵獲され焼却 | [ 30 ]               |
| ジュマップ Jemmapes                            | R                    | 1794年1月22日        | 1830年、解体 | [ 31 ]               |
| バラ Barra                                     | B                    | 1794年3月23日        | 1795年「ペガーズ (Pégase)」と改名 1797年「オシェ (Hoche)」と改名 1798年10月12日、英軍に拿捕され「ドニゴール (HMS Donegal)」と改名され再就役 1845年5月、解体 |                      |
| ドロワ・ドローム Droits de l'Homme             | L                    | 1794年3月24日        | 1797年1月13日の海戦で座礁・放棄 | [ 32 ]               |
| リヨン Lion                                    | R                    | 1794年4月29日        | 1794年「マラー (Marat)」に改名 1795年5月「フォルミダーブル (Formidable)」に改名 1795年6月23日、グロワ島の海戦で英国海軍に拿捕。「べライル (HMS Belleisle)」と改名され再就役 1814年、解体 |                      |
| ワティニー Wattignies                          | L                    | 1794年10月8日        | 1808年7月、フリュートに改造 1808年9月21日、解体 |                      |
| カサール Cassard                               | L                    | 1795年5月8日         | 1798年「ディ・ウート (Dix-août)」と改名 1803年2月「ブラーヴ (Brave)」と改名 1806年2月6日、サン・ドミンゴの海戦で英国海軍に拿捕され、4月10日に沈没 |                      |
| ジャン＝ジャック・ルソー Jean-Jacques Rousseau | T                    | 1795年7月21日        | 1802年12月2日「マレンゴ (Marengo)」と改名 1806年3月13日の海戦で英国海軍に拿捕され再就役 (HMS Marengo) 1809年、ハルク化され監獄となる 1816年、解体 |                      |
| ヴィアラ Viala                                 | L                    | 1795年9月28日        | 1795年「ヴォルテール (Voltaire)」次いで「コンスティチュシオン (Constitution)」と改名 1803年「ジュピテー (Jupiter)」と改名 1806年2月6日、サン・ドミンゴの海戦でイギリスに拿捕され「メイダ (HMS Maida)」と改名され再就役 1814年、解体のため売却                                                        | [ 33 ]               |
| エルキュール Hercule                           | L                    | 1797年10月5日        | 1798年4月21日、ラ・ド・サンの海戦で英国海軍に拿捕され「ハーキュリー (HMS Hercule)」と改名し再就役 1810年12月、解体 |                      |
| スパルシャット Spartiate                       | T                    | 1797年11月24日       | 1798年8月2日、ナイルの海戦で英軍に拿捕され「スパルティエイト (HMS Spartiate) 」と改名され再就役 1842年8月、ハルク化され作業船に 1857年5月30日、解体 |                      |
| カトルズ・ジュイエ Quatorze Juillet            | L                    | 1798年2月1日         | 1798年4月、就役前に火災で喪失 |                      |
| アルゴノート Argonaute                         | L                    | 1798年12月22日       | 1805年、スペイン海軍へ譲渡され「アルガウノータ (Argaunota)」と改名（就役せず） | [ 34 ]               |
| ユニヨン Union                                 | L                    | 1799年8月1日         | 1803年「ディオメーデ (Diomède)」と改名 1806年2月6日、サン・ドミンゴの海戦で座礁。2月8日に英軍によって焼却 | [ 35 ]               |
| デュゲイ＝トルーアン Duguay-Trouin             | R                    | 1800年3月24日        | 1805年11月3日、オルテガル岬の海戦で英国海軍に拿捕され「インプラカブル (HMS Implacable)」と改名・再就役 1943年「フードロイヤント (HMS Foudroyant)」と改名 1949年12月20日、海没処分 |                      |
| エーグル Aigle                                 | R                    | 1800年7月6日         | 1805年10月21日、トラファルガーの海戦で英国海軍に拿捕。翌日に乗組員により奪回されるが、嵐に遭い沈没 | [ 36 ]               |
| シピオン (ii) Scipion                          | L                    | 1801年3月29日        | 1805年11月3日、オルテガル岬の海戦で英国海軍に拿捕され再就役 (HMS Scipion) 1819年1月、解体 | [ 33 ]               |
| ル・エロー La Héros                            | L                    | 1801年5月10日        | 1801年、サン＝ドマング遠征に参加し、トゥーサン・ルーヴェルチュールをフランスに護送した 1808年6月14日、カディスでスペイン軍により拿捕され「エロエ (Heroe)」と改名され再就役 1845年、フェロルで解体 |                      |
| ブルートゥス Brutus                            | L                    | 1803年1月24日        | 就役前に「アンペテュ (Impétueux)」と改名 1806年8月19日、嵐に遭遇して難破し、9月14日にチェサピーク湾に漂着後、英軍によって焼却 |                      |
| マニャニム Magnanime                           | R                    | 1803年8月13日        | 1820年、解体 |                      |
| リヨン (ii) Lion                               | R                    | 1804年1月12日        | 「グロリュー (Glorieux)」次いで「カサール (Cassard)」と改名（時期不詳） 1809年10月26日、マグローヌの海戦の際にセット付近で座礁し、拿捕を避けるため乗員の手で焼却 | [ 37 ]               |
| アシレ Achille                                 | R                    | 1804年11月17日       | 1805年10月22日、トラファルガーの海戦で戦没 |                      |
| レグルス Régulus                               | L                    | 1805年4月12日        | 1814年4月7日、拿捕を避けるためメシェ＝シュル＝ジロンド近海で船員の手で焼却 | [ 38 ]               |
| クラジュー Courageux                           | L                    | 1806年2月3日         | 1827年、除籍 1831年、解体 |                      |
| アジャクス Ajax                                | R                    | 1806年6月18日        | 1816年、退役 1818年、ハルク化され監獄として使用 | [ 39 ]               |
| ドーポール D'Hautpoul                          | L                    | 1807年9月2日         | 1809年4月19日、カリブ海で英国海軍に拿捕。「アバクロンビー (HMS Abercrombie)」と改名され再就役 1817年4月30日、売却 | [ 40 ]               |

### シュフラン級
1801年、海軍大臣ピエール＝アレクサンドル＝ローラン・フォルフェの命令によりロリアンで建造された2隻の改良型テメレール級。全長が標準的なテメレール級より65cm短縮されている。このタイプの艦は1801年10月にフォルフェが大臣を辞任して以降は建造はされず、ブレストで開始されていた3番艦「パシフィカトゥール (Pacificateue)」の建造も1804年に中止された。
| 艦名                   | 進水          | 略歴 |
| ---------------------- | ------------- | --- |
| シュフラン Suffren     | 1803年9月17日 | 1815年12月9日、除籍 1816年、ハルク化（監獄） 1823年、解体                                                                 |
| アルジェジラ Algésiras | 1804年7月8日  | 1805年、トラファルガーの海戦で拿捕されるが奪回され、カディスに帰還 1808年6月、カディスでスペインに拿捕される 1826年、解体 |

### カサール級
主武装を18ポンド砲から24ポンド砲に換装することを目的に設計に変更が加えられた艦。1793年～1794年にかけてブレストで2隻が起工された。設計に変更が加えられ、標準的なテメレール級よりも全長で約60cm、全幅で約15cmの大型化がなされた。他のテメレール級の艦と異なり、建造は時間をかけて進められ、起工から進水までに約10年が費やされた。この設計改変は不評で、1816年までに24ポンド砲は18ポンド砲に変更され、同じ設計の艦は建造されなかった。
| 艦名               | 進水          | 略歴 | 出典   |
| ------------------ | ------------- | --- | ------ |
| カサール Cassard   | 1803年9月24日 | 1793年「リヨン (Lion)」として起工 1795年「グロリュー (Glorieux)」と改名 1798年「カサール」と改名 1818年、ハルク化（石炭庫） 1833年、解体                           | [ 41 ] |
| ヴェテラン Vétéran | 1803年7月18日 | 1794年「マニャニム (Magnanime)」として起工 建造途中の1798年5月「カトルズ・ジュイエ (Quatorze Juillet)」と改名 1802年「ヴェテラン」と改名 1833年、退役 1842年、解体 | [ 42 ] |

### プリュトン級 / アルバネ級
1803年に起工した「プリュトン」から始まる縮小型テメレール級で、公式に小型モデル（petit modèle）と呼ばれた。サネーは、主要なフランスの造船所よりも水深の浅い、フランス支配下の近隣諸国や、フランス帝国に吸収された外国の港（アンヴェルスなど）の造船所で建造するためにこれを設計し、船体は垂線間長54.12m、全長54.89m、全幅14.30mに縮小され、吃水も約23cm低くなった。
造船所：(A) アンヴェルス、(Am) アムステルダム、(F) フレサング、(G) ジェノワ、(Ro) ロッテルダム、(T) トゥーロン、(V) ヴェニス
| プリュトン級                                                   | プリュトン級 | プリュトン級  | プリュトン級 | プリュトン級 |
| 艦名                                                           | 造船所       | 進水          | 略歴 | 出典         |
| -------------------------------------------------------------- | ------------ | ------------- | --- | ------------ |
| プリュトン Pluton                                              | T            | 1805年1月18日 | 1808年6月、カディスでスペイン海軍に拿捕される 1810年「モンタニェス (Montañés)」と改名 1814年または1816年、解体                                                                               | [ 43 ]       |
| ボレー Borée                                                   | T            | 1805年6月27日 | 1827年、除籍・解体 | [ 15 ]       |
| ジェノワ Génois                                                | G            | 1805年8月17日 | 1821年8月、トゥーロンで予備艦となり、12月までに解体された | [ 44 ]       |
| シャルルマーニュ Charlemagne                                   | A            | 1807年4月8日  | 1814年8月30日、パリ条約によりオランダ海軍に譲渡され「ナッサウ (Nassau)」と改名され再就役 1824年、解体                                                                                        |              |
| コメルス・ド・リヨン Commerce de Lyon                          | A            | 1807年4月9日  | 1819年2月23日、予備艦 1830年、解体 | [ 10 ]       |
| アンヴェルソワ Anversois                                       | A            | 1807年6月7日  | 1814年8月「エオール (Éole)」と改名 1815年3月「アンヴェルソワ」戻され、8月に再び「エオール」となる 1818年、解体                                                                               | [ 21 ]       |
| デュゲクラン Duguesclin                                        | A            | 1807年6月20日 | 1820年1月11日、解体 | [ 45 ]       |
| セザール César                                                 | A            | 1807年6月21日 | 1814年8月1日、オランダ海軍に譲渡され「プリンス・フレデリック (Prins Frederik)」と改名され再就役 1814年、解体                                                                                 | [ 45 ]       |
| ヴィル・ド・ベルリン Ville de Berlin                           | A            | 1807年9月6日  | 1804年4月、「テゼー (Thésée)」として起工 1807年7月2日「ヴィル・ド・ベルリン」と改名 1814年「アトラス (Atlas)」と改名 1819年2月23日、除籍                                                     | [ 46 ]       |
| オーダシュー Audacieux                                         | A            | 1807年9月20日 | 建造中の艦名は「プルスタック (Pulstuck)」 1809年、「プルトゥスク (Pultusk)」と改名 1814年、オランダ海軍に譲渡され「ホラント (Holland)」と改名され再就役 1817年、解体                         |              |
| イリュストル Illustre                                          | A            | 1807年        | 建造中の艦名は「ダンツィヒ (Dantzick)」 1814年、王政復古により「アシル (Achille)」と改名 1815年、百日天下の際に「ダンツィヒ」に戻されるが、王政府により再度「アシル」と改名 1816年、除籍     |              |
| ロワイヤル＝オランデ Royal-Hollandais                          | F            | 1812年2月14日 | 1809年、ワルヘレン戦役でフレサングがイギリスに占領された際に接収 船体はイングランドに運ばれて組み立てられ、1812年「チャタム (HMS Chatham)」として進水 1817年9月10日、売却                    | [ 47 ]       |
| アルバネ級                                                     |              |               | |              |
| アルバネ Albanais                                              | A            | 1808年10月2日 | 1814年8月1日、オランダ海軍に譲渡され「バタヴィア (Batavier)」と改名され再就役 1817年、解体                                                                                                   | [ 39 ]       |
| ブレスラウ Breslaw                                             | G            | 1808年5月3日  | 1806年「シュペルーブ (Superbe) 」として起工したが進水直前に「ブレスラウ」に改名 1836年、除籍                                                                                                 | [ 48 ]       |
| ダルマット Dalmate                                             | A            | 1808年8月21日 | 1814年、王政復古により「エクトル (Hector)」と改名 1815年、百日天下の際に「ダルマット」に戻されるが、王政府により再度「エクトル」と改名 1819年、除籍                                          | [ 49 ]       |
| リヴォリ Rivoli                                                | V            | 1810年9月6日  | 1812年2月22日、ピランの海戦で英国海軍に拿捕され英国艦 (HMS Rivoli) として再就役 1819年、解体                                                                                                 |              |
| モン・サン＝ベルナルド Mont Saint-Bernard                      | V            | 1811年6月9日  | 1814年4月20日、オーストリア軍により焼却 |              |
| レジェネラトゥール Régénérateur                                | V            | 1811年7月     | 1814年4月20日、ヴェニスが陥落した際にオーストリア海軍により接収・再就役 1823年、フリゲートに改造され「ベローナ (Bellona)」と改名 1831年、解体                                                | [ 51 ]       |
| カスティリオネ Castiglione                                     | V            | 1812年8月2日  | 1814年4月20日、ヴェニスが陥落した際にオーストリア海軍に譲渡 1814年9月14日、火災により喪失 | [ 52 ]       |
| ロワイヤル・イタリアン Royal Italien                           | V            | 1812年8月15日 | 1814年4月20日、ヴェニスが陥落した際にオーストリア海軍に譲渡され「レアーレ・イタリアーノ (Reale Italiano)」と改名され再就役 1825年、フリゲートに改造 1838年、解体                             | [ 51 ]       |
| ピエ・アン Piet Hein                                           | Ro           | 1812年8月15日 | 1814年8月1日、オランダ海軍に譲渡され「アドミラール・ピート・ハイン (Admiraal Piet Hein)」と改名され再就役 1819年、解体                                                                       | [ 51 ]       |
| クーロンヌ Couronne                                            | Am           | 1813年        | 1814年8月1日、艤装前の状態でオランダ海軍に譲渡され「ウィレム1世 (Willem de Eerste)」と改名。オランダ軍によって竣工し就役 1829年、退役・除籍                                                  | [ 53 ]       |
| モンテベッロ Montebello                                        | V            | 1815年11月7日 | 1814年4月20日、ヴェニスが陥落した際にオーストリア海軍により接収 1815年「チェーザレ (Cesare)」と命名され進水 1824 - 1835年の間に除籍                                                          | [ 51 ]       |
| オーダシュー Audacieux                                         | Am           | 1816年10月5日 | 1814年8月1日、未完成の状態でオランダ海軍に譲渡され「コアリツィー (Coalitie)」と改名。オランダ軍によって完成し「ヴァッセナール (Wassenaar)」と改名され進水・就役 1827年、スコールル沿岸で座礁 | [ 7 ]        |
| ポリフェーム Polyphème                                         | Am           | 1817年7月     | 1814年8月1日、未完成の状態でオランダ海軍に譲渡され「ホラント (Holland)」と改名。オランダ軍によって完成され、進水・就役 1832年、解体                                                          | [ 54 ]       |
| モンテノッテ Montenotte                                        | V            | 1815年        | ロンバルド＝ヴェネト王国に譲渡 |              |
| シトワイヤン Citoyen                                           | T            | 進水せず      | 1812年、建造中止 |              |
| アルコル / Arcole ロンバルド / Lombardo セメリング / Semmering | V            | 未着工        | |              |

### ダニューブ級
造船所：(A) アンヴェルス、(B) ブレスト、(C) シェルブール、(G) ジェーヌ、(L) ロリアン、(R) ロシュフォール、(T) トゥーロ
| ダニューブ級（25隻）                      | ダニューブ級（25隻） | ダニューブ級（25隻） | ダニューブ級（25隻） | ダニューブ級（25隻）          |
| 艦名                                      | 造船所               | 進水                 | 略歴 | 出典                          |
| ----------------------------------------- | -------------------- | -------------------- | --- | ----------------------------- |
| ダニューブ Danube                         | T                    | 1808年12月21日       | 1827年、退役 | [ 55 ]                        |
| ポロネイ Polonais                         | L                    | 1808年5月28日        | 1814年4月、王政復古により「リス (Lys)」と改名 1815年3月～7月、百日天下の際「ポロネイ」に戻り、ナポレオン没落後に再度「リス」となる 1822年、ハルク化され倉庫 1825年、解体                 |                               |
| トネール Tonnerre                         | B                    | 1808年6月8日         | 1794年9月22日、起工 1795年「カトルズ・ジュイエ (Quatorze Juillet)」と改名 1808年、名を「トネール」に戻されて進水 1809年4月12日、バスク泊地の海戦で座礁し、拿捕を避けるため乗員の手で焼却 | [ 56 ]                        |
| トリオンファン Triomphant                 | R                    | 1809年3月31日        | 1828年、廃船 |                               |
| ユルム Ulm                                | R                    | 1809年5月25日        | 1828年、除籍 | [ 57 ]                        |
| ゴリマン Golymin                          | L                    | 1809年12月8日        | 1804年6月4日、「アンフレクシブル (Inflexible)」として起工 1809年「ゴリマン」と改名され進水 1814年3月23日、グレ・ド・ブレストで難破                                                       |                               |
| ネストール Nestor                         | B                    | 1810年5月21日        | 1865年、解体 | [ 58 ] [ 要文献特定詳細情報 ] |
| マレンゴ Marengo                          | B                    | 1810年10月12日       | 1858年7月21日、除籍 1860～1865年、ハルク化され監獄として使用 11866年「プリュトン (Pluton)」と改名 1875年、解体                                                                           |                               |
| トリダン Trident                          | T                    | 1811年6月9日         | 1854年、輸送船 1858年、ハルク化され兵舎 1873年、解体 | [ 58 ] [ 要文献特定詳細情報 ] |
| トラジャン Trajan                         | A                    | 1811年8月15日        | 1829年、解体 | [ 59 ]                        |
| アゲムノン Agamemnon                      | G                    | 1812年2月23日        | 1823年、レイジー化され「アンフィトリテ (Amphitrite)」と改名 1829年、退役するがアルジェリア侵攻のため翌年に再就役 1830年1月、退役 1836年、廃船                                            | [ 60 ]                        |
| ゴーロワ Gaulois                          | A                    | 1812年4月14日        | 1827年、除籍 1831年、解体 | [ 61 ]                        |
| ロミュラス Romulus                        | T                    | 1812年5月31日        | 1821年、レイジー化され「ゲリエール (Guerrière)」と改名 1830年、解体 |                               |
| ヴィル・ド・マルセイユ Ville de Marseille | T                    | 1812年8月15日        | 1858年、兵舎ハルク 1877年、解体 | [ 62 ]                        |
| シピオン Scipion                          | G                    | 1813年9月5日         | 1846年、除籍 |                               |
| オリオン Orion                            | B                    | 1813年10月9日        | 1829 - 1839：海軍兵学校練習艦 1841年、解体 | [ 16 ]                        |
| デュゲイ＝トルーアン Duguay-Trouin        | C                    | 1813年11月10日       | 1824年、除籍 | [ 63 ]                        |
| コロス Colosse                            | T                    | 1813年12月5日        | 1821年、レイジー化され「パラス (Pallas)」と改名 1827年、損傷 1840年、除籍され解体 |                               |
| シュペールブ Superbe                      | A                    | 1814年7月5日         | 1833年12月15日、難破 |                               |
| ブリアン Brllant                          | G                    | 1815年4月18日        | 1814年4月18日、英国海軍に接収され、英国艦「ジェノア (HMS Genoa)」として進水・就役 1838年1月、プリマスで解体                                                                              | [ 40 ]                        |
| エルキュール Hercule                      | T                    | 1815年5月26日        | 1815年7月「プロヴァンス (Provence)」と改名 1855年12月31日、除籍され病院ハルク 1881年、解体                                                                                               |                               |
| デュク・ド・ベリー Duc de Berry           | R                    | 1818年6月18日        | 進水前に「グロリュー (Glorieux)」と改名 1831 - 1834年、58門フリゲートに改造され「ミネルヴ (Minerve)」と改名 1865年「アベ・ヴラーソ (Aber Wrac'h)」と改名 1853年、廃船 1874年、解体       |                               |
| ジャン・バール Jean Bart                  | L                    | 1820年8月15日        | 1833年、解体 | [ 25 ]                        |
| トリトン Triton                           | R                    | 1823年9月22日        | 1824年1月「ヴェニシアン (Vénitien)」として起工 1823年「トリトン」と改名され進水 1870年代までに廃船                                                                                       | [ 64 ]                        |
| ジェネルー Généreux                       | C                    | 1831年9月23日        | 1851年、監獄ハルク化 1865年、解体 |                               |

1808年～1813年にかけて、当時フランスの傀儡政権下にあったナポリ王国で、ダニューブ級の設計を流用した船がカステッランマーレ・ディ・スタービアで建造された。3隻が発注され、2隻が完成・就役したが、1813年11月にナポリ王国がナポレオン陣営を離脱したため3隻目は起工されなかった。
| 艦名                      | 進水          | 略歴                                                 | 出典                          |
| ------------------------- | ------------- | ---------------------------------------------------- | ----------------------------- |
| カプリ Capri              | 1810年8月21日 | 1847年、退役・解体                                   | [ 58 ] [ 要文献特定詳細情報 ] |
| ジョアッキーノ Gioacchino | 1812年8月1日  | 1820年5月10日、火災により損壊 1821年、解体のため売却 | [ 65 ]                        |

## ギャラリー

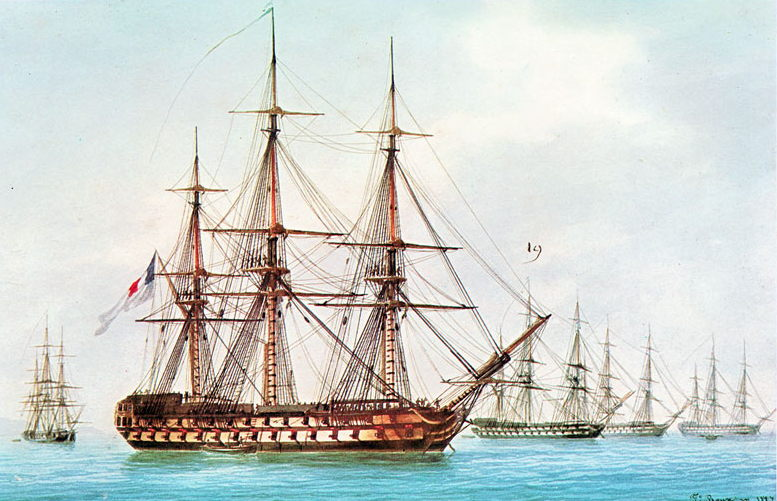
パトリョート
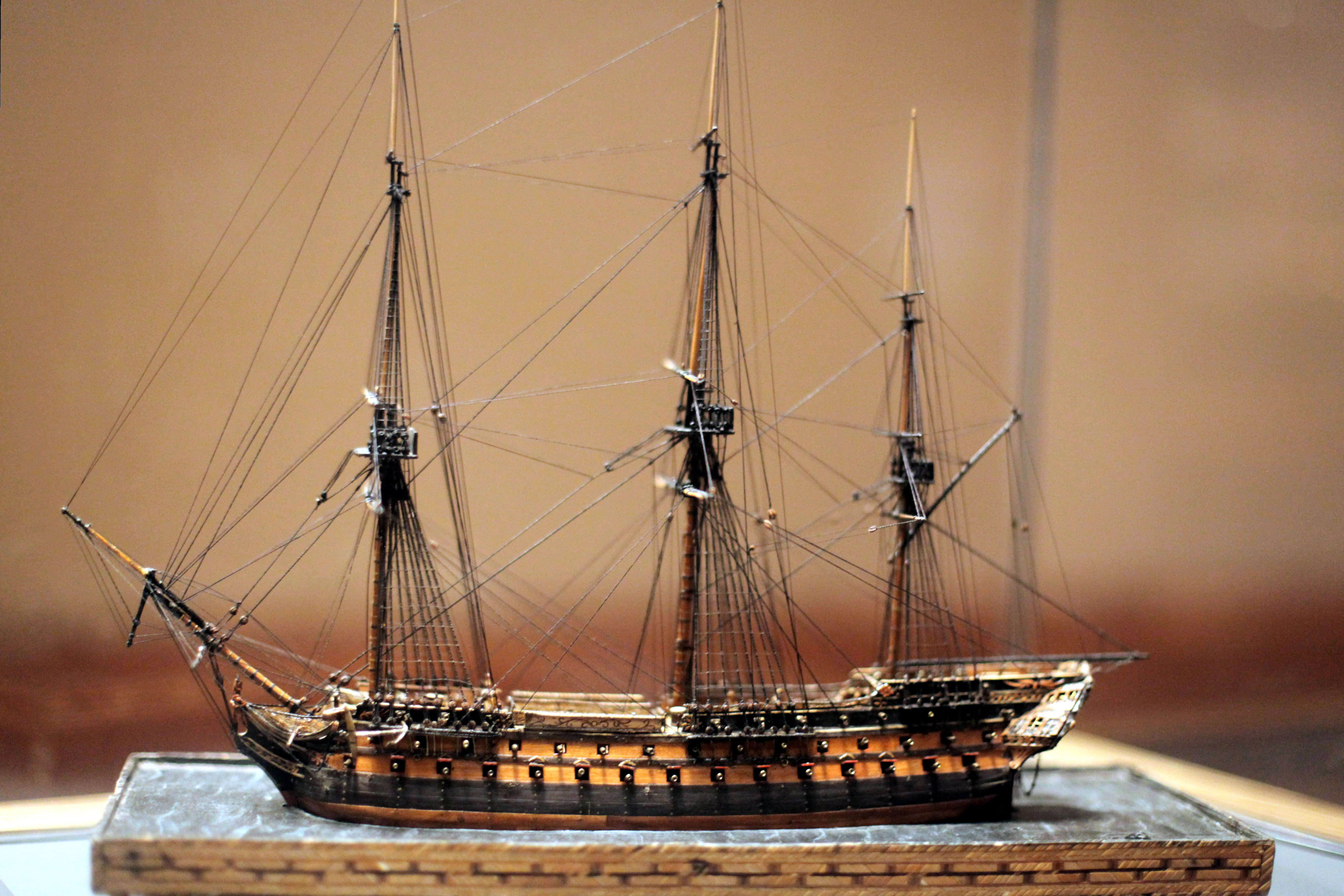
カサール
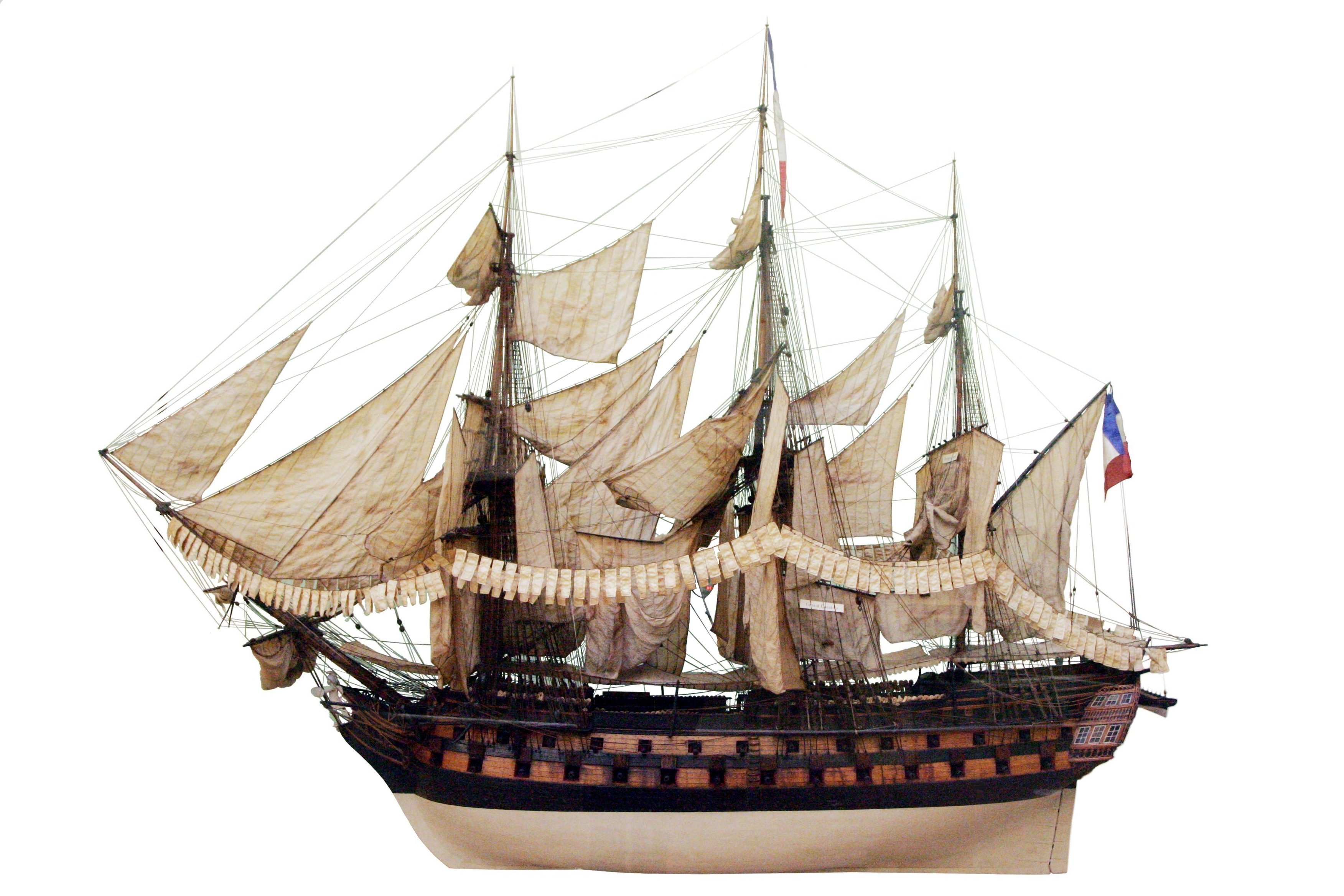
アシーレ
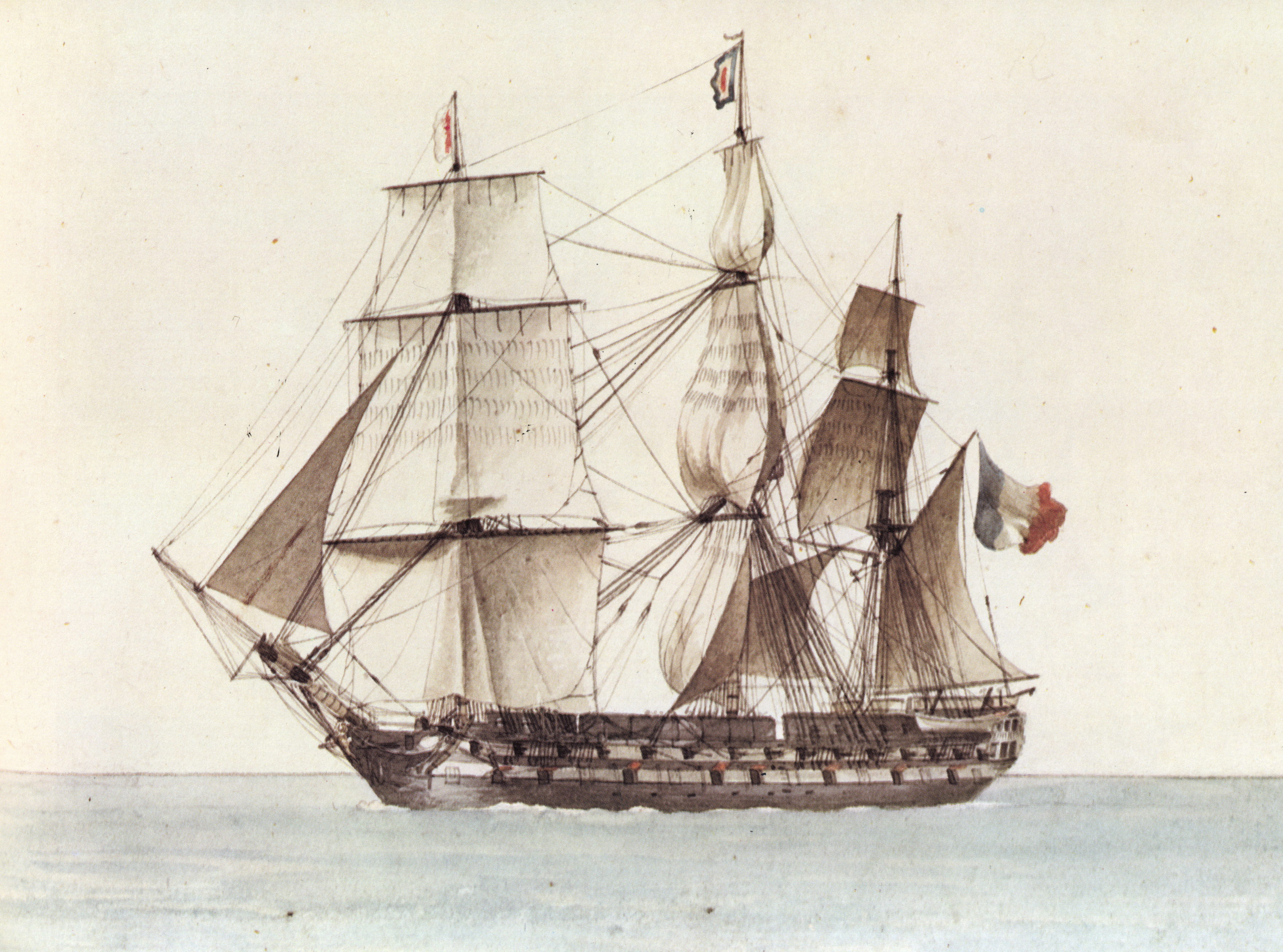
ボレー (1805)
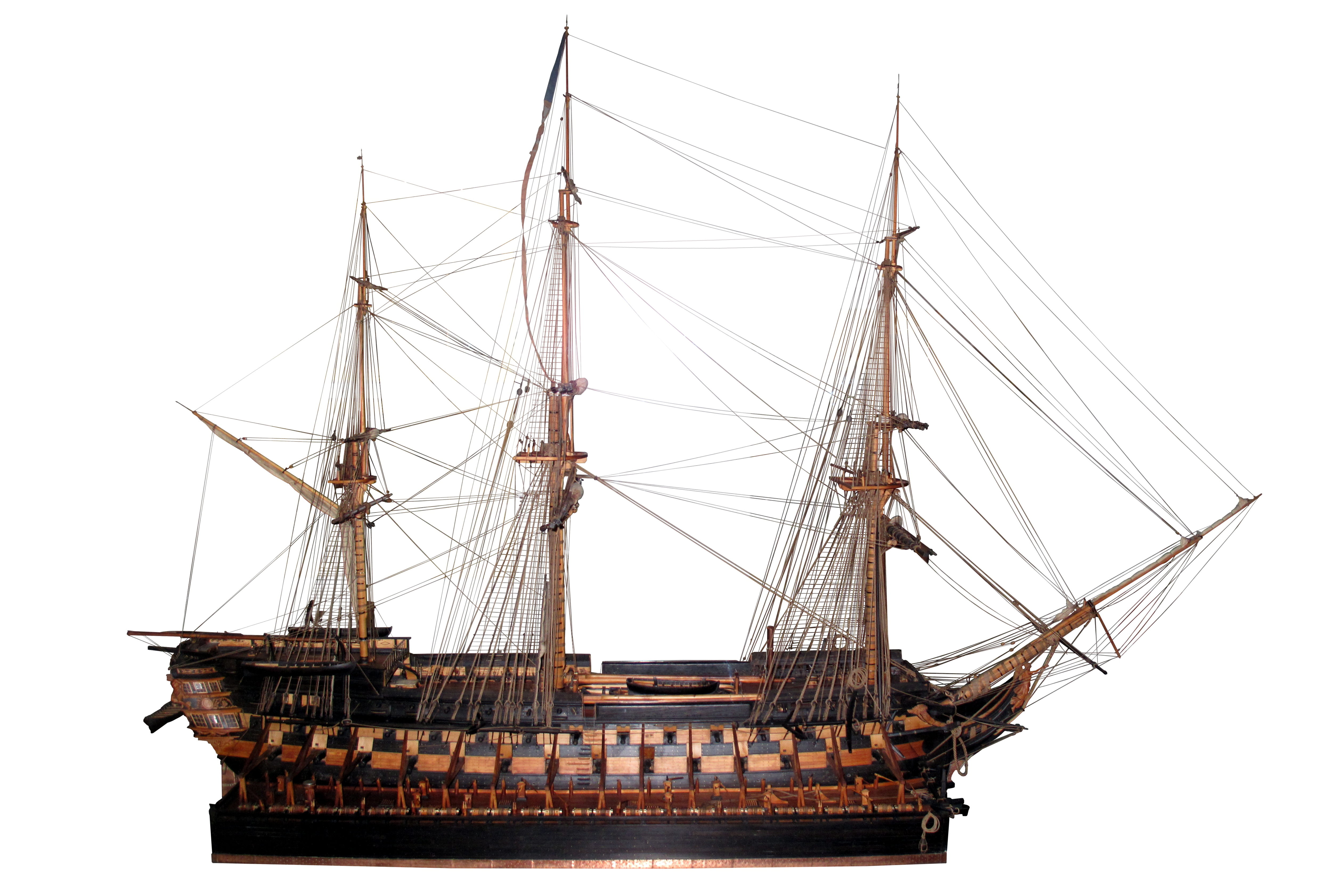
リヴォリ
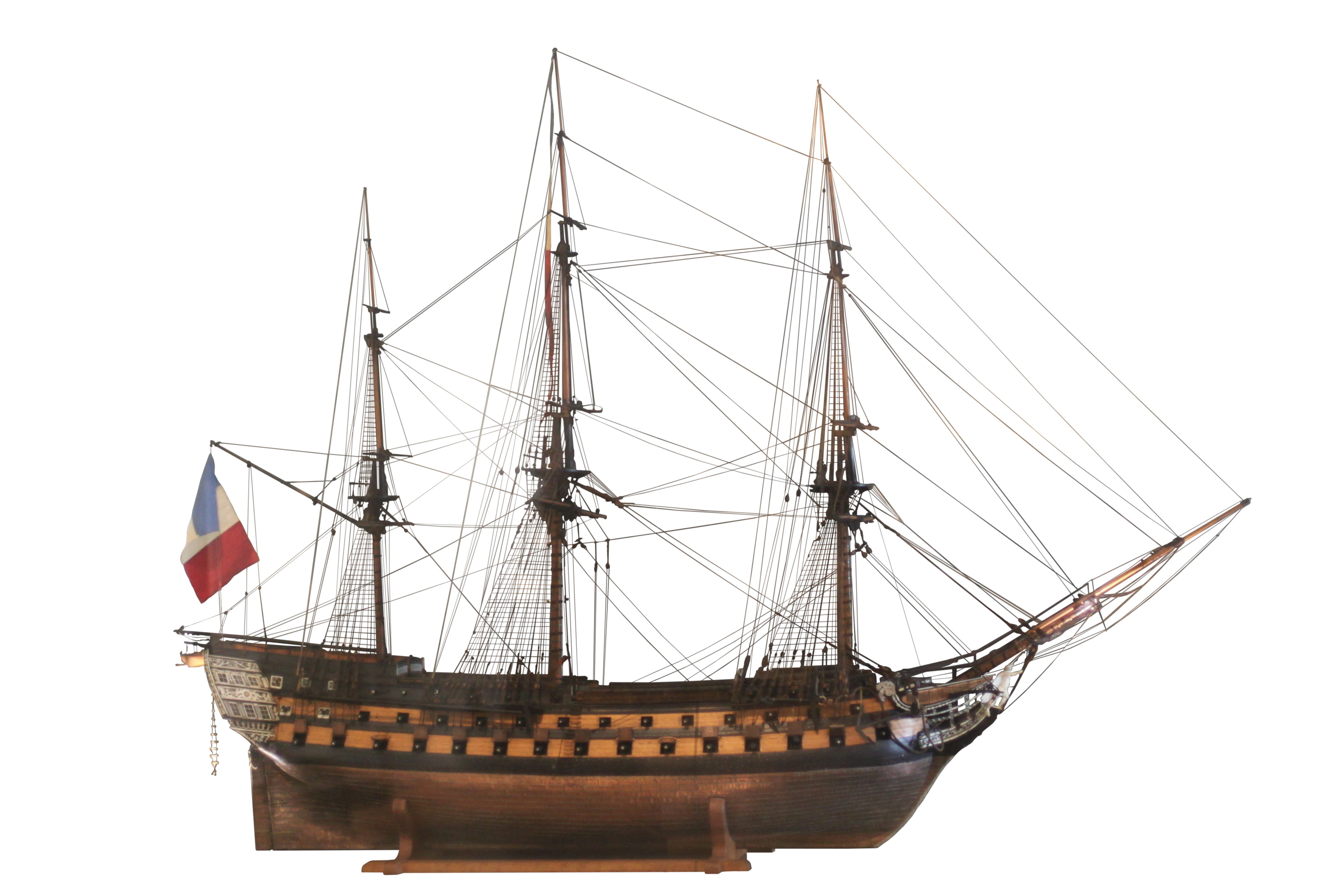
トリオンファン (1809)
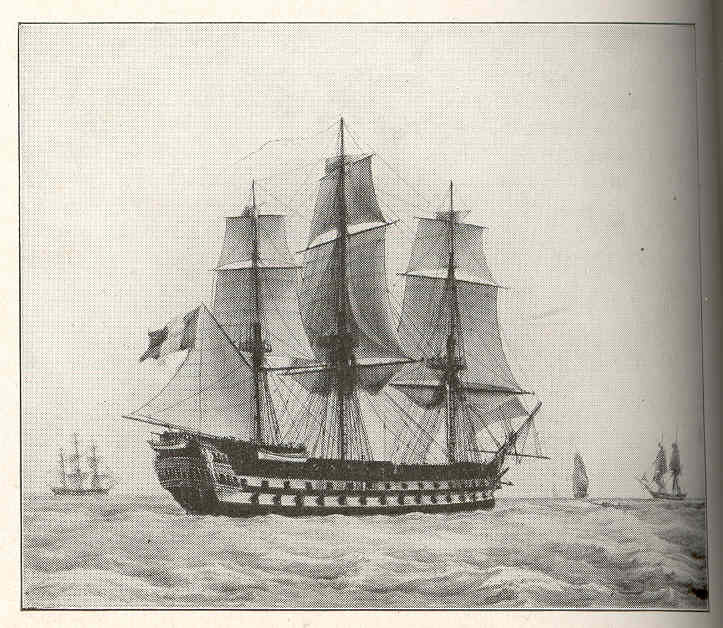
ヴィル・ド・マルセイユ
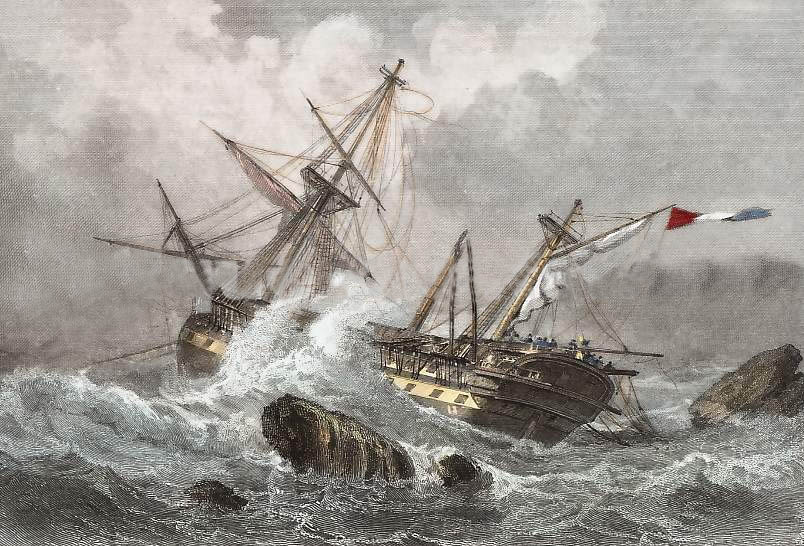
シュペールブ (1814)